# EHF Liga prvaka 2007./08.
Ovo je 48. izdanje elitnog europskog klupskog rukometnog natjecanja. Format je promijenjen. Nakon kvalifikacija 32 momčadi raspoređene u osam skupina igraju turnir, nakon čega prve dvije iz svake prolaze i formiraju se nove četiri skupine čiji pobjednici idu u poluzavršnicu. Hrvatski predstavnik RK Zagreb ispao je u skupini drugog kruga.

## Turnir

### Poluzavršnica
- Ciudad Real -  HSV Hamburg 34:27, 26:32
- THW Kiel -  Barcelona 41:31, 37:44

### Završnica
- Ciudad Real -  THW Kiel 27:29, 31:25

- europski prvak:  Ciudad Real (drugi naslov)

## Vanjske poveznice
- Opširnije